# آلکسیس توماسیان
آلکسیس توماسیان (فرانسوی: Alexis Tomassian‎؛ زادهٔ ۱۳ ژوئیهٔ ۱۹۷۹) بازیگر و دوبلور ارمنی‌تبار اهل فرانسه است.

## گزیده فیلم‌شناسی
از فیلم‌ها یا برنامه‌های تلویزیونی که وی در آن نقش داشته‌است می‌توان به نارکو و پلاک ۵۸۸ خیابان پارادی اشاره کرد.

### پویانمایی‌های تلویزیونی
- All Grown Up! (Tommy Pickles)
- American Dragon: Jake Long (Jake Long)
- آواتار: آخرین بادافزار (زوکو)
- د بتمن (Dick Grayson/Robin)
- بتمن شجاع و جسور (Black Lightning, Kamandi, Speedy, Robin)
- بن۱۰: نیروی بیگانه (Ben Tennyson)
- نمایش کله‌فنجونی! (Cuphead)
- دفتر مرگ (لایت یاگامی)
- دیجیمون (مت ایشیدا, Gomamon)
- داک‌تالس (Dewey)
- والدین نسبتاً عجیب و غریب (Foop)
- فیوچراما (فیلیپ جی. فرای (فصل 1-5), Nibbler (فصل 1-3))
- Goof Troop (P.J.)
- کیم پاسیبل (Ron Stoppable)
- Martin Mystery (Martin Mystery)
- ماجراجویی‌های جدید بتمن (Tim Drake/Robin)
- Adventures of Sonic the Hedgehog (Opening's singer)
- راگرتز (Tommy Pickles)
- ReBoot (Enzo)
- Quack Pack (Dewey)

### پویانمایی نمایشی
- ماجرای گوفی (P.J.)
- عصر یخبندان: ذوب (Eddie)
- نائوشیکا از دره باد (Asbel)
- زامبلنیوم (Steven)

### بازی‌های ویدئویی
- کراش نیترو کارت (Dingodile)
- کراش توئین‌سانیتی (Moritz of the Evil Twins, Dingodile)
- The Chronicles of Narnia: Prince Caspian (Caspian X)
- کینگدم هارتس ۲ (Chicken Little)

### لایو اکشن
- ۸ مایل (Jimmy "B. Rabbit" Smith Jr.)
- آن را روشن کنید (Cliff Pintone)
- ایالت گلستان (Andrew Largeman)
- دختر خوب (Holden Worther)
- مرد هاروارد (Alan Jensen)
- ایندیانا جونز و قلمرو جمجمه بلورین (Mutt Williams)
- Jackass: The Movie (استیو-او)
- Jackass Number Two (استیو-او)
- زندگی به عنوان یک خانه (زندگی به عنوان یک خانه)
- آقا و خانم اسمیت (Benjamin "The Tank" Danz)
- راکی بالبوآ (Robert Balboa)
- قوانین جاذبه (Paul Denton)
- سیبیسکوت (John "Red" Pollard)
- مسابقه سرعت (Speed Racer)
- خیلی بد (Evan)
- Versus (Prisoner KSC2-303)
- جنگ دنیاها (Robbie Ferrier)